# Tridentiger microsquamis
Tridentiger microsquamis es una especie de peces de la familia de los Gobiidae en el orden de los Perciformes.

## Hábitat
Es un pez de mar y, de clima tropical 
y demersal.

## Distribución geográfica
Se encuentra en el Pacífico occidental: la China. 

## Observaciones
Es inofensivo para los humanos. 